# Let It Enfold You
Let It Enfold You — дебютный альбом американской пост-хардкор-группы Senses Fail, вышедший 7 сентября 2004 года на лейбле Vagrant Records. С момента выхода диск был продан тиражом более 300 000 экземпляров. Подарочное издание альбома содержит пять дополнительных бонус-треков и DVD-диск с концертными записями из тура Taste of Chaos. Let It Enfold You — последний альбом группы с участием бывшего гитариста Дейва Миллера.

## Список композиций
1. «Tie Her Down» — 3:08
2. «Lady in a Blue Dress» — 3:17
3. «You’re Cute When You Scream» — 2:25
4. «Buried a Lie» — 2:59
5. «Bite to Break Skin» — 3:31
6. «Rum Is for Drinking, Not for Burning» — 2:43
7. «Slow Dance» — 3:06
8. «Choke on This» — 3:22
9. «NJ Falls Into the Atlantic» — 3:48
10. «Let It Enfold You» — 5:03
11. «Irony of Dying On Your Birthday» — 2:59
12. «Angela Baker and My Obsession With Fire» — 4:03
13. «Martini Kiss» — 3:51

### Бонус-треки
1. «Institutionalized» (Suicidal Tendencies cover) — 3:48
2. «American Death» — 3:32
3. «Lady in a Blue Dress (Acoustic)» — 3:21
4. «Buried a Lie (Acoustic)» — 3:04
5. «Rum Is for Drinking, Not for Burning (Acoustic)» — 3:04

### Подарочное издание
Концертные записи с Taste of Chaos тура:
- «Bloody Romance»
- «You’re Cute When You Scream»
- «Irony of Dying on Your Birthday»

Видеоклипы:
- «Buried A Lie»
- «Rum is For Drinking, Not For Burning»

## Участники записи
- Mike Glita — гитара
- Dave Miller — гитара
- Buddy Nielsen — вокал
- Dan Trapp — ударные
- Garrett Zablocki — гитара